# Arghandāb
Der Arghandāb ist ein ca. 400 km langer Fluss in der Helmand-Provinz im Süden Afghanistans.
Obwohl das Einzugsgebiet des Arghandāb fruchtbar ist, ist es relativ dünn besiedelt. Der Arghandāb ist der größte Nebenfluss des Hilmend. Am Flusslauf liegen die Dahla-Talsperre sowie die Großstadt Kandahar.

## Hydrometrie
Mittlerer monatlicher Abfluss des Arghandāb (in m³/s) am Pegel Qala-i-Bust (6 km oberhalb der Mündung in den Hilmend)
gemessen von 1947 bis 1980